# Голоев, Владимир Естафьевич
Владимир Естафьевич Голоев (осет. Владимир Голоты, 6 ноября 1910 года, село Салбиар, Тифлисская губерния, Российская империя — 25 мая 1975 года, Цхинвал, Юго-Осетинская автономная область, Грузинская ССР) — юго-осетинский советский писатель и журналист. Директор Цхинвальского книжного издательства.

## Биография
Родился 6 ноября 1910 года в бедной крестьянской семье в селе Салбиар, Тифлисская губерния. Позднее его семья переехала в Тифлис, где его отец устроился в железнодорожное депо. В 1916 году у него умер отец и Владимир Голоев вместе с матерью возвратился в родное село. Из-за тяжёлого материального положения семьи был вынужден заниматься пастушеством. В 1924 году пошёл в первый класс родного села.
В 1927 году поступил на двухгодичные педагогические курсы, после которых преподавал в родном селе. С этого же времени стал сельским корреспондентом «Крестьянской газеты» в Москве. В 1931 году переехал в Москву, где его приняли корреспондентом редакции «Крестьянской газеты». С этого же года стал обучаться на Высших курсов журналистики при ЦК ВКП(б). За время своей работы в «Крестьянской газеты» совершал многочисленные командировки по территории СССР и публиковал свои репортажи на страницах газеты.
В 1935 году возвратился в Южную Осетию. Занимал различные должности в органах печати и радиовещания Южной Осетии, был заведующим сельского отдела редакции газеты «Коммунист». В 1937 году был назначен редактором Ленингорской районной газеты. С 1944 года по 1949 год был руководителем комитета радиовещания Южной Осетии и редактором областной газеты «Коммунист». Позднее долгие годы находился на должности директора Цхинвальского книжного издательства. Был редактором газеты «Дзау» и членом редакционной коллегии литературного журнала «Фидиуæг». Писал статьи в газете «Коммунист» и грузинской газете «Заря Востока».
11 февраля 1959 года на областной конференции журналистов Южной Осетии был избран, на которой Владимир Голоев был избран ответственным секретарём.
Свой первый рассказ «Собственность» опубликовал в журнале «Наши достижения», главным редактором которого был Максим Горький. В основном писал короткие рассказы. Самым крупным и известным его литературным произведением стал повесть «Хæсты тымыгъы» (В бурях войны). В 1952 году издал свой первый сборник рассказов «Ног хур» (Новое солнце).
Скончался в 1975 году в Цхинвале.